# 西让村
西让村，又称希让村，位于中国西藏自治区墨脱县背崩乡，紧邻麦克马洪线，是中国在墨脱县控制的最南端的行政村。西让村所属的墨脱县与雅鲁藏布大峡谷相邻，终年气候温暖、雨量充沛，年均降雨量2500毫米，拥有西藏少见的热带雨林。

## 概述
西让村是边防重地。1962年，这里曾经是中印战争的战场之一。解放军一度向南沿雅鲁藏布江攻至都登（Tuting）等印占地区，但随后宣布撤军，印度随后重新控制麦克马洪线以南的土地。现今，中印实际控制线位于西让村以南1公里的更巴拉山，山北侧为中国控制，南侧为印度控制。1976年，当地出土了新石器时代晚期的石器和陶片，其中磨光石斧和石凿各一个。
由于地势陡峭，西让村一直没有修通公路。长期以来，进出西让村必须通过人力运输，十分不便。自从墨脱公路建成后，政府于2016年起开始修建背崩乡以南各村的公路，于2018年5月21日正式实现粗通。